# Huiramba
Huiramba è una municipalità dello stato di Michoacán, nel Messico centrale, il cui capoluogo è la località omonima.
La municipalità conta 7 925 abitanti (2010) e ha un'estensione di 79,23 km².
Il significato del nome della località è luogo dove si trova una grande lastra di pietra.